# Žabnik (Sveti Martin na Muri)
Žabnik is een plaats in de gemeente Sveti Martin na Muri in de Kroatische provincie Međimurje. De plaats telt 377 inwoners (2001).